# Prodomitia squamigera
Prodomitia squamigera är en skalbaggsart som beskrevs av Jordan 1894. Prodomitia squamigera ingår i släktet Prodomitia och familjen långhorningar. Inga underarter finns listade i Catalogue of Life.